# Donnchad Mac Cárthaigh
Donnchad Mac Cárthaigh ou Donnchad mac Muiredaig (mort en 1144) le 3e roi de Desmond de 1127/1138 à sa déposition en 1143.

## Contexte
Donnchad mac Muiredaig est le 3e des fils de Muiredach mac Carthaigh (mort en 1092) roi des Eóganacht Chaisil à occuper successivement le trône de Desmond qui avait été créé pour son frère aîné Tadg mac Muiredaig meic Cárthaig
L'ambition de son frère Cormac Mac Cárthaigh de vouloir réunifier l'ensemble du Munster dans un seul royaume à son profit aux dépens des Ua Briain en s'emparant de  limerick entraîne en 1127 une violente réaction de l'Ard ri Erenn Toirdelbach Ua Conchobair qui voit son autorité bafoué et chasse Cormac  à Lismore. Il divise alors le Munster en trois en en attribue une partie à Donnchad Mac Cárthaigh  Peu après Donnchad, est expulsé au Connacht, avec une centaine de ses partisans par Cormac Mac Carthaigh, reconnu comme « roi du Munster » par les Ua Briain, qui reprend les hostilités contre Toirdhealbhach  En 1131 une armée menée par Cormac Mac Carthaigh et Conchobar Ua Briain pénètre au Connacht;  Cathal, le fils de Cathal Ua Conchobhair, héritier présomptif du royaume de Connacht, et Gilla-na-naemh Ua Floinn, chef du Sil-aeileruain sont tués ; il démolissent également Dun-Mughdhorn et  Dun-mor en 1133, et pillent une grande partie de la région mais ils se retirent ensuite sans exiger d'otages/
La mort en 1138 de  Cormac Mac Cárthaigh  assassiné dans sa retraite par Ua Conchobair Ciarraige un vassal de Toirdelbach, permet à Donnchad de demeurer seul roi de Desmond. En 1143 il est chassé par son neveu  Diarmait mac Cormaic. Selon les Annales des quatre maîtres; l'année suivante: « Donnchad petit-fils de Carthach   Heritier désigné du Munster meurt dans les chaines » 

## Union et postérité
Il laisse un fils Donnchad mort en 1163

## Source
- (en) T.W Moody, F.X. Martin, F.J. Byrne, A New History of Ireland IX Maps, Genealogies, Lists. A companion to Irish History part II, Oxford, Oxford University Press, 2011 (ISBN 9780199593064)
- (en) Donnchadh Ó Corráin, Ireland before the Normans, Dublin, Gill & Macmillan, 1972, p. 152-157 The Struggles of Turlough O Connor (1114-1156)